# 亞洲羽毛球聯合會
亞洲羽毛球聯合會（英語：Badminton Asia Confederation, BAC），简称亚羽联，是亚洲羽毛球运动的最高管理机构，為羽毛球世界联合会（BWF）旗下的5个大洲联合会之一。亚羽联成立于1959年，总部与羽毛球世界联合会同位于马来西亚首都吉隆坡。亞羽聯的設立宗旨是促进亚洲地区羽毛球运动的水平。亚羽联现有43个成员。

亞洲羽毛球聯合會的舊標誌

在2006年7月16日召开年会上，联合会决定将名称自「Asian Badminton Confederation」改為「Badminton Asia Confederation」。

## 成员
亞洲羽毛球聯合會目前由來自五個區域的43個成員組成：
| 亚洲羽毛球聯合會 | 亚洲羽毛球聯合會 | 亚洲羽毛球聯合會 | 亚洲羽毛球聯合會 | 亚洲羽毛球聯合會 |
| 西亚成员（11）   | 东亚成员（8）    | 南亚成员（8）    | 东南亚成员（11） | 中亞成員（5）    |
| ---------------- | ---------------- | ---------------- | ---------------- | ---------------- |
| 巴林             | 中国             | 阿富汗           |                  |                  |
| 伊朗             | 中華臺北         |                  | 柬埔寨           |                  |
| 伊拉克           |                  | 印度             | 印度尼西亞       |                  |
| 约旦             | 中國香港         | 馬爾地夫         |                  |                  |
| 科威特           | 日本             | 尼泊尔           | 马来西亚         |                  |
| 黎巴嫩           |                  | 巴基斯坦         | 菲律賓           |                  |
| 巴勒斯坦         | 中國澳門         | 斯里蘭卡         | 新加坡           |                  |
|                  | 蒙古国           | 不丹             | 泰國             |                  |
| 叙利亚           |                  |                  | 东帝汶           |                  |
| 阿联酋           |                  |                  | 越南             |                  |
| 沙烏地阿拉伯     |                  |                  | 緬甸             |                  |

## 锦标赛
- 亚洲羽毛球锦标赛
- 亞洲羽毛球團體錦標賽
- 亞洲羽毛球混合團體錦標賽
- 亚洲青年羽毛球锦标赛
- 亚洲U17暨U15青少年羽毛球锦标赛